# Dorota Sikora
Dorota Sikora (ur. 2 sierpnia 1981) – polska judoczka.
Była zawodniczka klubów: UKJ Orzeł Warszawa (1993-2002), KS AZS-AWF Warszawa (2003). Brązowa medalistka mistrzostw Polski seniorek 2001 w kategorii do 70 kg. Ponadto m.in. dwukrotna mistrzyni Polski juniorek (1999, 2000).